# شبنم طلوعي
شَبنَم طُلوعي (بالفارسية: شبنم طلوعی) هي كاتبة مسرحية وكاتِبة ومخرجة وممثلة إيرانية، ولدت في 1971 بطهران في إيران.

## وصلات خارجية
- شبنم طلوعي على موقع IMDb (الإنجليزية)
- شبنم طلوعي على موقع ألو سيني (الفرنسية)
- شبنم طلوعي على موقع أول موفي (الإنجليزية)
- شبنم طلوعي على موقع قاعدة بيانات الأفلام السويدية (السويدية)
- شبنم طلوعي على موقع قاعدة بيانات الفيلم (الإنجليزية)
- شبنم طلوعي على موقع كينوبويسك (الروسية)